# Nokia Asha
Asha – seria niskobudżetowych telefonów komórkowych pracujących pod kontrolą Nokia OS, skierowanych na rynki wschodzące. Produkowana przez firmę Nokia. Pierwsze urządzenia z tej serii zostały zaprezentowane w 2011 roku.
Do modeli z tej serii zaliczają się:
- Nokia Asha 200
- Nokia Asha 201
- Nokia Asha 202
- Nokia Asha 203
- Nokia Asha 205
- Nokia Asha 205 Dual Sim
- Nokia Asha 206
- Nokia Asha 206 Dual Sim
- Nokia Asha 210
- Nokia Asha 210 Dual Sim
- Nokia Asha 230
- Nokia Asha 300
- Nokia Asha 302
- Nokia Asha 303
- Nokia Asha 305
- Nokia Asha 306
- Nokia Asha 308
- Nokia Asha 309
- Nokia Asha 310
- Nokia Asha 311
- Nokia Asha 500
- Nokia Asha 500 Dual SIM
- Nokia Asha 501
- Nokia Asha 501 Dual SIM
- Nokia Asha 502
- Nokia Asha 503
- Nokia Asha 503 Dual SIM

Niektóre modele różnią się tylko obecnością obsługi dwóch kart SIM w jednym czasie (Dual SIM)